# I-27 (tàu ngầm Nhật)
I-27 là một tàu ngầm tuần dương lớp Type-B (巡潜乙型潜水艦 Junsen Otsu-gata sensuikan) được Hải quân Đế quốc Nhật Bản chế tạo trong giai đoạn ngay trước Chiến tranh Thế giới thứ hai. Nhập biên chế năm 1941, nó đã từng tham gia trận chiến biển Coral và tấn công cảng Sydney, trước khi chủ yếu hoạt động tuần tra tại Ấn Độ Dương từ giữa năm 1942 đến đầu năm 1944. I-27 bị các tàu khu trục Anh HMS Paladin và HMS Petard đánh chìm gần Maldives vào ngày 12 tháng 2, 1944.

## Thiết kế và chế tạo

### Thiết kế
Tàu ngầm Type B được cải tiến từ phân lớp KD6 của lớp tàu ngầm Kaidai dẫn trước, và được trang bị một thủy phi cơ nhằm tăng cường khả năng trinh sát. Chúng có trọng lượng choán nước 2.631 tấn (2.589 tấn Anh) khi nổi và 3.713 tấn (3.654 tấn Anh) khi lặn, lườn tàu có chiều dài 108,7 m (356 ft 8 in), mạn tàu rộng 9,3 m (30 ft 6 in) và mớn nước sâu 5,1 m (16 ft 9 in). Con tàu có thể lặn sâu đến 100 m (328 ft), và có một thủy thủ đoàn đầy đủ bao gồm 94 sĩ quan và thủy thủ.
Type B1 trang bị hai động cơ diesel Kampon Mk.2 Model 10 công suất 6.200 mã lực phanh (4.623 kW), mỗi chiếc vận hành một trục chân vịt. Khi lặn, mỗi trục được vận hành bởi một động cơ điện công suất 1.000 mã lực (746 kW). Khi di chuyển trên mặt nước nó đạt tốc độ tối đa 23,6 hải lý trên giờ (43,7 km/h; 27,2 mph) và 8 hải lý trên giờ (15 km/h; 9,2 mph) khi lặn dưới nước, tầm xa hoạt động của Type B1 là 14.000 hải lý (26.000 km; 16.000 mi) ở tốc độ 16 hải lý trên giờ (30 km/h; 18 mph), và có thể lặn xa 96 nmi (178 km; 110 mi) ở tốc độ 3 hải lý trên giờ (5,6 km/h; 3,5 mph).
Những chiếc Type B1 có sáu ống phóng ngư lôi 53,3 cm (21,0 in), tất cả được bố trí trước mũi, và mang theo tổng cộng 17 quả ngư lôi Kiểu 95. Vũ khí trên boong tàu bao gồm khẩu hải pháo 14 cm (5,5 in), và hai pháo phòng không 25 mm Type 96. Hầm chứa máy bay được tích hợp vào tháp chỉ huy và hướng ra phía trước. Máy phóng máy bay được bố trí hướng ra phía trước, trong khi khẩu hải pháo trên boong đặt phía sau. Cách sắp xếp này giúp chiếc thủy phi cơ Yokosuka E14Y tận dụng tốc độ hướng ra trước của con tàu khi được phóng lên.

### Chế tạo
I-27 được đặt lườn như là chiếc Tàu ngầm số 140 tại Xưởng vũ khí Hải quân Sasebo ở Sasebo vào ngày 5 tháng 7, 1939. Nó được đổi tên thành I-29 đồng thời được hạ thủy vào ngày 6 tháng 6, 1940, rồi đổi tên thành I-27 vào ngày 1 tháng 11, 1941. Con tàu hoàn tất và nhập biên chế vào ngày 24 tháng 2, 1942, dưới quyền chỉ huy của Trung tá Hải quân Yoshimura Iwao.

## Lịch sử hoạt động

### 1942
Ngay khi nhập biên chế, I-27 được phối thuộc cùng Quân khu Hải quân Kure. Vào ngày 24 tháng 2, 1942, nó gia nhập Đội tàu ngầm 14 trực thuộc Đệ Lục hạm đội. Đến ngày 10 tháng 3, Đội tàu ngầm 14 được điều động về Hải đội Tàu ngầm 8 và trực thuộc Đệ Lục hạm đội. I-27 cùng Đội tàu ngầm 14 (còn bao gồm các chiếc I-28 và I-29) và Đội tàu ngầm 3 (các chiếc I-21, I-22 và I-24) được điều sang Lực lượng Tiền phương phía Đông, và rời Kure vào ngày 14 tháng 4 để hỗ trợ cho kế hoạch chiếm Port Moresby, Papua New Guinea.

#### Chuyến tuần tra thứ nhất
Sau khi đi đến căn cứ Truk vào ngày 24 tháng 4, I-27 khởi hành ba ngày sau đó cho chuyến tuần tra đầu tiên trong chiến tranh dọc bờ biển phía Đông Australia. Nó đi đến vị trí tuần tra ngoài khơi Brisbane vào ngày 3 tháng 5. Khi kế hoạch chiếm Port Moresby bị hủy bỏ sau Trận chiến biển Coral, đến ngày 11 tháng 5, I-27 cùng với I-22, I-24 và I-28 được gọi quay trở lại Truk, đến nơi vào ngày 17 tháng 5.

#### Chuyến tuần tra thứ hai - Tấn công cảng Sydney
Tại căn cứ Truk, I-27 được điều về Đơn vị Tấn Công Đặc biệt, đưa lên tàu chiếc M-14, một tàu ngầm bỏ túi lớp Kō-hyōteki, rồi cùng I-22 và I-24 lên đường vào ngày 18 tháng 5 cho kế hoạch tấn công cảng Sydney bằng tàu ngầm bỏ túi. Đến ngày 31 tháng 5, lúc 17 giờ 28 phút, ở vị trí 7 mi (11 km) về phía Đông Nam cảng Sydey, nó phóng chiếc M-14 đồng thời với các tàu ngầm bỏ túi khác từ các tàu ngầm I-22 và I-24. Trong khi xâm nhập cảng, M-14 đã lẩn tránh qua ít nhất bốn tàu tuần tra trước khi bị vướng lưới chống tàu ngầm lúc 20 giờ 01 phút. Không thể thoát được, đến 22 giờ 37 phút M-14 cho kích hoạt thuốc nổ phía trước tàu để tự phá hủy, hầu tránh bị lọt vào tay đối phương.
Vào ngày 3 tháng 6, I-27 tiếp tục tuần tra tại khu vực eo biển Bass giữa lục địa Australia và đảo Tasmania. Sang sáng ngày hôm sau 4 tháng 6, ở vị trí 33 mi (53 km) về phía Tây Nam đảo Gabo, Victoria, đang lúc đi trên mặt nước, nó phóng một quả ngư lôi tấn công tàu chở hàng Australia Barwon (4.239 tấn), vốn đang trên đường từ Melbourne đến Port Kempla. Quả ngư lôi băng qua bên dưới con tàu và kích nổ cách 220 yd (200 m), nên chỉ gây hư hại nhẹ, và Barwon chạy thoát. Đến xế chiều, ở vị trí 44 mi (71 km) về phía Tây Nam đảo Gabo, nó tấn công tàu chở quặng SS Iron Crown (3.353 tấn) đang trên đường từ Whyalla đến Port Kempla. Iron Crown trúng một quả ngư lôi lúc 16 giờ 45 phút và đắm chỉ sau một phút tại tọa độ 38°17′N 149°44′Đ / 38,283°N 149,733°Đ. 38 thành viên thủy thủ đoàn đã thiệt mạng, và bốn người sống sót được chiếc SS Mulbera cứu vớt. Tàu buôn SS Iron King tháp tùng đã nả pháo 4-inch tấn công I-27, và một máy bay tuần tra Lockheed Hudson thuộc Liên đội 7 Không quân Hoàng gia Australia (RAAF) tiếp tục ném hai quả bom 250-lb, tất cả đều không trúng đích. I-27 kết thúc chuyến tuần tra và về đến Kwajalein thuộc quần đảo Marshall vào ngày 25 tháng 6.
I-27 rời Kwajalein vào ngày 17 tháng 7 để quay trở về Nhật Bản, về đến Kure vào ngày 23 tháng 7, nơi nó được đại tu. Vào lúc này Thiếu tá Hải quân tiếp nhận quyền chỉ huy con tàu vào ngày 5 tháng 8. Sau khi hoàn tất việc sửa chữa, nó lên đường vào ngày 15 tháng 8 để đi đến căn cứ Penang, tại Malaya thuộc Anh bị Nhật Bản chiếm đóng, đến nơi vào ngày 24 tháng 8.

#### Chuyến tuần tra thứ ba
I-27 khởi hành từ Penang vào ngày 29 tháng 8 cho chuyến tuần tra thứ ba để đánh phá tuyến đường liên lạc đối phương trong vịnh Bengal. Vào ngày 9 tháng 9, chiếc tàu ngầm gặp trục trặc khi van thùng dằn bị kẹt, nên hạm trưởng quyết định hủy bỏ chuyến tuần tra và quay trở về căn cứ, đi đến Penang vào ngày 11 tháng 9. Nó tiếp tục lên đường đi Singapore vào ngày hôm sau, nơi nó được sửa chữa, và sau khi công việc hoàn tất, nó quay trở lại Penang vào ngày 3 tháng 10.

#### Chuyến tuần tra thứ tư
I-27 khởi hành từ Penang vào ngày 4 tháng 10 cho chuyến tuần tra thứ tư tại khu vực vịnh Oman. Vào ngày 18 tháng 10, trong vịnh Oman gần cảng Ras al Hadd, nó tấn công chiếc tàu buôn vũ trang Anh Empire Bowman (7.031 tấn); hai quả ngư lôi đã trúng đích nhưng không kích nổ, và chiếc tàu buôn đã mở hết tốc lực chạy thoát. Bốn ngày sau đó, trong vịnh Oman gần đảo Masirah, nó lại tấn công chiếc tàu buôn vũ trang Anh Ocean Vintage (7.174 tấn), vốn đang trong hành trình từ New York đến Bandar Shapur, Iran; một quả ngư lôi trúng đích đã khiến chiếc tàu buôn đắm tại tọa độ 21°37′B 60°06′Đ / 21,617°B 60,1°Đ. I-27 kết thúc chuyến tuần tra và về đến Penang vào ngày 7 tháng 11. Nó lên đường đi Singapore hai ngày sau đó, nơi nó được đại tu, và sau khi hoàn tất, con tàu quay trở lại Penang vào ngày 28 tháng 11.

#### Chuyến tuần tra thứ năm
I-27 được điều động sang Đơn vị phía Nam vào ngày 22 tháng 11, đồng thời khởi hành từ Penang cho chuyến tuần tra thứ năm. Không phát hiện mục tiêu nào đáng kể, nó quay trở về Penang để kết thúc chuyến tuần tra vào ngày 12 tháng 1, 1943.

### 1943
I-27 rời Penang vào ngày 27 tháng 1, 1943 để đi sang Singapore, nhưng nó gặp tai nạn trên đường đi và bị hư hại. Khi đến Singapore vào ngày hôm sau, con tàu được bảo trì và sửa chữa. Trong thời gian này I-27 được điều động sang Hạm đội Khu vực phía Nam vào ngày 5 tháng 2, rồi rời Singapore vào ngày 18 tháng 2 và đi đến Penang vào ngày hôm sau. Tại đây Thiếu tá Hải quân Fukumura Toshiaki tiếp nhận quyền chỉ huy con tàu vào ngày 23 tháng 2.

#### Chuyến tuần tra thứ sáu
I-27 khởi hành từ Penang vào ngày 26 tháng 2 cho chuyến tuần tra thứ sáu tại khu vực vịnh Bengal và quần đảo Chagos. Vào ngày 8 tháng 3, về phía Tây Nam Colombo, Ceylon, nó tấn công một tàu buôn không rõ nhận dạng, có thể là tàu Liberty Joseph Wheeler, lúc 08 giờ 15 phút tại tọa độ 05°36′B 76°15′Đ / 5,6°B 76,25°Đ, nhưng cả hai quả ngư lôi phóng ra đều bị trượt. Đến ngày 20 tháng 3, trong Ấn Độ Dương cách 500 mi (800 km) về phía Tây Bắc Ceylon, nó phóng ngư lôi đánh chìm tàu buôn vũ trang Anh SS Fort Mumford, vốn đang trong chuyến hải hành đầu tiên vận chuyển hàng tiếp liệu chiến tranh từ Vancouver, Canada sang khu vực Địa Trung Hải.  Khi Fort Mumford đắm tại tọa độ 10°00′B 71°00′Đ / 10°B 71°Đ, thủy thủ đoàn đã kịp thời bỏ tàu, nhưng chỉ có một người sống sót được một thuyền buồm Ả Rập cứu vớt sau đó.
Đến ngày 24 tháng 3, I-27 tấn công một tàu chở dầu không rõ nhận dạng ở vị trí phía Tây Bắc quần đảo Chagos. Nó kết thúc chuyến tuần tra và quay trở về Penang vào ngày 9 tháng 4. Trong thời gian này I-27 được điều động sang Hải đội Tàu ngầm 8 vào ngày 17 tháng 4.

#### Chuyến tuần tra thứ bảy
I-27 khởi hành từ Penang vào ngày 1 tháng 5 cho chuyến tuần tra thứ bảy để đánh phá đường giao thông đối phương trong vịnh Oman. Vào ngày 7 tháng 5, lúc 05 giờ 56 phút, nó phóng ngư lôi tấn công tàu buôn Hà Lan Berakit (6.608 tấn), nguyên là chiếc Vogtland của Đức bị tịch thu vào tháng 5, 1940, đang trên đường từ Colombo, Ceylon sang Durban, Nam Phi. Sau khi mục tiêu trúng ngư lôi, I-27 trồi lên mặt nước và tiếp tục tấn công bằng hải pháo cho đến khi mục tiêu đắm tại tọa độ 03°40′B 75°20′Đ / 3,667°B 75,333°Đ; bốn thủy thủ đã thiệt mạng và hạm trưởng bị bắt làm tù binh chiến tranh.
Trong các ngày 10 và 26 tháng 5, I-27 đã tấn công các tàu buôn không rõ nhận dạng, nhưng không rõ kết quả. Đến ngày 3 tháng 6, trong vịnh Oman khoảng 150 mi (240 km) về phía Nam đảo Masirah, chiếc tàu ngầm phóng ngư lôi đánh chìm tàu buôn vũ trang Hoa Kỳ SS Montanan (4.897 tấn) tại tọa độ 17°54′B 58°09′Đ / 17,9°B 58,15°Đ;  sáu thủy thủ cùng hai pháo thủ đã thiệt mạng, và có 58 người sống sót được cứu vớt. Trong vịnh Oman về phía Đông Nam Jask, Iran vào ngày 24 tháng 6, I-27 phóng ngư lôi tấn công tàu chở dầu vũ trang Anh Britsh Venture (4.696 tấn) đang vận chuyển dầu hỏa và xăng từ Abadan, Iran sang Bombay, Ấn Độ. Hai phút sau khi trúng ngư lôi, chiếc tàu chở dầu bốc cháy và đắm tại tọa độ 25°13′B 58°02′Đ / 25,217°B 58,033°Đ, khiến 37 thủy thủ cùng năm pháo thủ thiệt mạng.
Bốn ngày sau đó, cũng trong vịnh Oman ngoài khơi cảng Muscat, ]], I-27 phóng ngư lôi tấn công tàu chở hàng Na Uy Dah Puh (1.974 tấn) đang trong hành trình từ Basra đến Karachi. Dah Puh vỡ làm đôi lúc 08 giờ 05 phút, phần đuôi đắm ngay lập tức và phần mũi đắm nhiều giờ sau đó, khiến khoảng 44 thủy thủ và công nhân thiệt mạng. Trong vịnh Oman vào ngày 5 tháng 7, I-27 tấn công Đoàn tàu PA 44 đang trong hành trình từ Abadan sang Montevideo, Uruguay. Ngư lôi đã đánh trúng tàu chở hàng Hoa Kỳ Alcoa Protector (6.797 tấn) lúc 06 giờ 10 phút, nên thủy thủ đoàn đã bỏ tàu tại tọa độ 24°21′B 59°04′Đ / 24,35°B 59,067°Đ. Tuy nhiên chiếc tàu buôn đã không đắm, và sau đó được kéo đến Bandar-Abbas, Iran, trở thành một tổn thất toàn bộ.
I-27 kết thúc chuyến tuần tra và quay trở về Penang vào ngày 14 tháng 7. Nó lại rời Penang một tuần sau đó để đi sang Singapore, nơi nó được đại tu, và sau khi hoàn tất, con tàu quay trở lại Penang vào ngày 19 tháng 8.

#### Chuyến tuần tra thứ tám
I-27 khởi hành từ Penang vào ngày 29 tháng 8 cho chuyến tuần tra thứ tám, để tiếp tục đánh phá đường giao thông đối phương trong Ấn Độ Dương. Vào ngày 7 tháng 9, nó phóng ngư lôi tấn công tàu Liberty Hoa Kỳ Lyman Stewart (7.176 tấn) vốn đang trong hành trình từ Colombo, Ceylon đến Durban, Nam Phi. Chiếc tàu Liberty trúng một quả ngư lôi tại tọa độ 03°30′B 75°00′Đ / 3,5°B 75°Đ, nhưng không kích nổ và con tàu chỉ bị hư hại nhẹ. I-27 trồi lên mặt nước để tìm cách tiếp tục tấn công bằng hải pháo, nhưng bị pháo từ Lyman Stewart bắn trả, nên phải lặn xuống và bỏ đi. Hai ngày sau đó, ở vị trí cách 250 mi (400 km) về phía Tây Cape Comorin, Ấn Độ, I-27 lại phóng ngư lôi tấn công tàu buôn vũ trang Anh Larchbank (5.151 tấn) vốn đang vận chuyển 7.394 tấn hàng tiếp liệu quân sự, bao gồm 4 xe tăng và 8 xuồng đổ bộ, trong hành trình từ Baltimore đến Calcutta. Larchbank đắm chỉ hai phút sau khi trúng ngư lôi tại tọa độ 07°38′B 74°00′Đ / 7,633°B 74°Đ, khiến 40 thủy thủ và sáu pháo thủ thiệt mạng. 23 người sống sót được cứu vớt và đưa đến Ceylon.
I-27 kết thúc chuyến tuần tra và quay trở về Penang vào ngày 24 tháng 9. Nó lại rời Penang vào ngày hôm sau để đi sang Singapore, nơi nó được đại tu, và sau khi hoàn tất, con tàu quay trở lại Penang vào ngày 11 tháng 10.

#### Chuyến tuần tra thứ chín
I-27 khởi hành từ Penang vào ngày 19 tháng 10 cho chuyến tuần tra thứ chín, hoạt động tại khu vực vịnh Aden và biển Ả Rập. Trong các ngày 30 và 31 tháng 10, nó lần lượt trinh sát các cảng Maqatin-al-Kabir và Mukalla dọc bờ biển phía Nam Yemen. Đến ngày 10 tháng 11, trong vịnh Aden về phía Đông Nam Hodeida, Yemen, I-27 phóng ngư lôi tấn công tàu Liberty Anh Sambo (7.219 tấn) đang thực hiện chuyến hải trình đầu tiên từ Iquique, Peru đến Suez, Ai Cập. Sambo đắm tại tọa độ 12°28′B 43°31′Đ / 12,467°B 43,517°Đ, khiến ba thủy thủ và chín pháo thủ thiệt mạng, và có 35 người sống sót được cứu vớt.
Đến ngày 18 tháng 11, ở vị trí về phía Đông Nam Aden, I-27 lại phóng ngư lôi tấn công tàu Liberty Anh Sambridge (7.176 tấn) đang thực hiện chuyến hải trình đầu tiên từ Madras, Ấn Độ đến Aden. Sambridge đắm tại tọa độ 11°25′B 47°25′Đ / 11,417°B 47,417°Đ; một sĩ quan của Sambridge bị I-27 bắt làm tù binh chiến tranh và giam giữ tại nhà tù Changi, Singapore, nhưng 48 người khác sống sót đã được cứu vớt. Sang ngày 27 tháng 11, chiếc tàu ngầm trinh sát đảo Perim tại eo biển Bab-el-Mandeb, rồi hai ngày sau đó trong vịnh Aden, lúc 16 giờ 30 phút, I-27 phóng ngư lôi tấn công tàu buôn Hy Lạp Athina Livanos (4.824 tấn), khiến mục tiêu đắm tại tọa độ 12°23′B 44°00′Đ / 12,383°B 44°Đ; chín thủy thủ và hai hành khách đã thiệt mạng.
Đến ngày 2 tháng 12, ở vị trí về phía Nam Aden, I-27 phóng ngư lôi tấn công tàu buôn Hy Lạp Nitsa (4.732 tấn) đang trong hành trình từ Calcutta đến Aden. Nitsa đắm tại tọa độ 11°42′B 45°32′Đ / 11,7°B 45,533°Đ; mười một thủy thủ đã thiệt mạng. Sang ngày hôm sau, trong vịnh Aden ngoài khơi bờ biển Somaliland lúc 20 giờ 03 phút, I-27 lại phóng ngư lôi và gây hư hại cho tàu buôn Canada Fort Camosun (7.126 tấn) tại tọa độ 11°23′B 46°03′Đ / 11,383°B 46,05°Đ. Chiếc tàu buôn tiếp tục hành trình và đi đến được cảng Calcutta. Đến ngày 15 tháng 12, Đội tàu ngầm 14 được giải thể, và I-27 được điều trực thuộc Đệ Bát hạm đội. Chiếc tàu ngầm kết thúc chuyến tuần tra và quay trở về Penang hai ngày sau đó.

### 1944

#### Chuyến tuần tra thứ mười - Bị mất
I-27 xuất phát từ Penang vào ngày 4 tháng 2, 1944 cho chuyến tuần tra thứ mười, cũng là chuyến cuối cùng, để đánh phá tuyến liên lạc đối phương trong vịnh Aden. Ngoài 98 thành viên thủy thủ đoàn, trên tàu còn có một thông tín viên báo The Asahi Shimbun.
Giữa Ấn Độ Dương gần quần đảo Maldives vào ngày 12 tháng 2, I-27 bắt gặp Đoàn tàu KR-8 bao gồm năm tàu chở quân được một tàu tuần dương hạng nặng và hai tàu khu trục Anh hộ tống đang trong hành trình từ Mombasa, Kenya đi sang Colombo, Ceylon. I-27 phóng một loạt bốn quả ngư lôi tấn công mục tiêu chính là tàu tuần dương HMS Hawkins chồng lấp với một tàu vận tải, và hai quả ngư lôi đã đánh trúng SS Khedive Ismail lúc 14 giờ 33 phút, khiến nó vỡ làm đôi và đắm chỉ trong vòng hai phút tại tọa độ 00°57′B 72°16′Đ / 0,95°B 72,267°Đ; 1.279 hành khách và thủy thủ đã thiệt mạng cùng con tàu.
Các tàu khu trục HMS Paladin và HMS Petard hộ tống cho Đoàn tàu KR-8 bắt đầu truy tìm đối phương, thả nhiều lượt mìn sâu tấn công những tín hiệu sonar dò được. Đến 16 giờ 20, I-27 trồi lên mặt nước cách hai chiếc tàu khu trục khoảng 1,5 mi (2.400 m), tiếp tục chịu đựng hỏa lực hải pháo từ hai tàu chiến Anh. Paladin tìm cách húc đối thủ nhưng không thành công và chịu đựng hư hại. Đến 17 giờ 00, Petard bắt đầu phóng ngư lôi vào chiếc tàu ngầm, và quả ngư lôi thứ bảy trúng đích lúc 17 giờ 23 phút đã đánh chìm I-27 tại tọa độ 01°25′B 72°22′Đ / 1,417°B 72,367°Đ.
Đến ngày 15 tháng 5, 1944, Hải quân Nhật Bản công bố I-27 có thể đã bị mất tại khu vực Ấn Độ Dương với tổn thất toàn bộ 99 người trên tàu. Tên nó được cho rút khỏi đăng bạ hải quân vào ngày 10 tháng 7, 1944.